# Ray Dolby

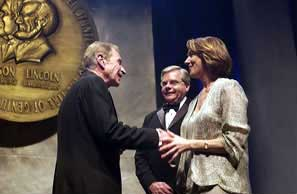
Ray Dolby (links) bei der Aufnahme in die National Inventors Hall of Fame

Ray Milton Dolby OBE (* 18. Januar 1933 in Portland, Oregon; † 12. September 2013 in San Francisco, Kalifornien) war ein US-amerikanischer Ingenieur und Erfinder. Er erfand mehrere wichtige Techniken im Zusammenhang mit der magnetischen Schallaufzeichnung und -wiedergabe. 1965 gründete er die Firma Dolby.

## Leben
Ray Dolby erlernte in seiner Kindheit Klavier und Klarinette. Eine Zeit lang trug er den Gedanken mit sich, in Hollywood Kameramann zu werden. 1948 arbeitete er als Filmvorführer. Bei dieser Tätigkeit traf er Alex Poniatoff, den Gründer der Ampex Corporation. Dieser war beeindruckt vom jungen Dolby, so dass er ihn einlud, bei ihm zu arbeiten. Dolby ging drei Stunden am Tag zur Schule und fünf Stunden zur Arbeit bei Ampex. Nach der High School schloss er in Stanford als Ingenieur ab. Mit einem Marshall-Stipendium erwarb er einen Doktortitel 1961 an der Universität Cambridge. Seinem College in Cambridge, Pembroke College, vermachte er aus seinem Nachlass eine Spende von 35 Millionen Pfund. Nach der Ausbildung verbrachte er zwei Jahre in Indien als UNO-Berater mit dem Aufbau eines wissenschaftlichen Laboratoriums. Insgesamt reichte er mehr als 50 Patente ein. Sein geschätztes Vermögen belief sich auf 2,7 Milliarden Dollar; damit stand er auf Platz 149 der Forbes-Liste der reichsten Amerikaner.
Dolby war mit einer gebürtigen Deutschen verheiratet.

## Wirkung
Dolby war einer der Ingenieure, die für Ampex den ersten funktionsfähigen Videorecorder Quadruplex entwickelten.
Nachdem er sich in London selbständig gemacht hatte, konzipierte er in den 1960er Jahren das Rauschunterdrückungssystem Dolby A. Es folgte das zur Verbesserung der Klangqualität von Compact-Cassetten gedachte Dolby-B-System. Parallel arbeitete er an der Verbesserung des Film-Lichttons. Die von ihm und seinem Mitarbeiter Ioan Allen gefundene Lösung namens Dolby Stereo kombiniert Dolby A mit einer Matrix und weiteren Schaltungen. Für Cassettendecks folgte als verbessertes Rauschunterdrückungssystem Dolby C, für Tonstudios und später Film Dolby SR und davon abgeleitet Dolby S für Cassettenrecorder. Ein Abfallprodukt der Dolby-Rauschunterdrückung war die dynamische Vormagnetisierung Dolby HX, die später in Zusammenarbeit mit Bang & Olufsen zu Dolby HX Pro weiterentwickelt wurde. Dolbys Name wurde mit diesen Verfahren ein Synonym für verbesserten Klang.

## Auszeichnungen (Auswahl)
- 1986: Officer of the Order of the British Empire ehrenhalber
- 1989: Oscar (Academy Scientific and Technical Award)
- 1997: IEEE Masaru Ibuka Consumer Electronics Award
- 2003: Mitglied der American Academy of Arts and Sciences
- 2003: Emmy für sein Lebenswerk[5]
- 2012: Berlinale Kamera[6]